# Вісичі
Вісичí — село в Україні, у Новосанжарській селищній громаді Полтавського району Полтавської області. Населення становить 181 осіб. До 2020 орган місцевого самоврядування — Кунцівська сільська рада.

## Географія
Село Вісичі знаходиться між річками Ворскла та Полузір'я (3-4 км). На відстані 2,5 км розташовані села Судівка, Бридуни, Дмитренки, Бондури та Кунцеве. Селом протікає пересихаючий струмок з загатою. Поруч проходить автомобільна дорога М22 (E584).

## Населення

### Мова
Розподіл населення за рідною мовою за даними перепису 2001 року:
| Мова       | Кількість | Відсоток |
| ---------- | --------- | -------- |
| українська | 176       | 97.24%   |
| російська  | 5         | 2.76%    |
| Усього     | 181       | 100%     |

## Історія
12 червня 2020 року, відповідно до розпорядження Кабінету Міністрів України № 721-р «Про визначення адміністративних центрів та затвердження територій територіальних громад Полтавської області», село увійшло до складу Новосанжарської селищної громади.
19 липня 2020 року, в результаті адміністративно - територіальної реформи та ліквідації Новосанжарського району, село увійшло до складу новоутвореного Полтавського району Полтавської області.